# Dieta de South Beach
A dieta de South Beach' é uma dieta iniciada na praias do sul da Flórida, especificamente em Miami, pelo cardiologista Arthur Agatston, que enfatiza o consumo de bons carboidratos e boas gorduras.
A dieta é iniciada com um corte radical de carboidratos nas primeiras semanas, seguido pela reintrodução gradual, mas priorizando carboidratos de absorção lenta, ou seja de baixo índice glicêmico tais como:
- Grãos
- Pães e massas integrais
- Frutas
- Feijão, soja, ervilha e lentilhas
- Verduras

E evitando ao máximo carboidratos de alto índice glicêmico:
- Açúcar
- Doces
- Massas e pães de farinha branca
- Mandioca e batata